# Liste von Sakralbauten in Schwelm
Die Liste von Sakralbauten in Schwelm enthält die Kirchengebäude und andere Sakralbauten in der Stadt Schwelm, Ennepe-Ruhr-Kreis.

## Liste
| Bild           | Name             | Lage (Stadt, Ortsteil) | Gründung, Bauzeit | Konfession bzw. Religion | Träger                          | Bemerkungen                                                  |
| -------------- | ---------------- | ---------------------- | ----------------- | ------------------------ | ------------------------------- | ------------------------------------------------------------ |
| Christuskirche | Christuskirche   | Schwelm                |                   | evangelisch              | EKvW, Kirchenkreis Schwelm      |                                                              |
| St. Marien     | St. Marien       | Schwelm                | 1969–70           | römisch-katholisch       | Bistum Essen                    |                                                              |
|                | Hl.-Geist-Kirche | Schwelm                | 1968              |                          | Christliche Gemeinde Bergstraße | 2011 vom Bistum Essen profaniert, am 4. Januar 2013 erworben |